# Raltegrawir
Raltegrawir – organiczny związek chemiczny stosowany jako lek przeciwwirusowy z grupy inhibitorów integrazy. Wykorzystywany w terapii zakażeń wirusem HIV. Zarejestrowany pod nazwą handlową Isentress.
Raltegravir hamuje działanie integrazy, enzymu wirusa HIV, który bierze udział w połączeniu materiału genetycznego wirusa z ludzkimi chromosomami.
Raltegrawir został zarejestrowany w Stanach Zjednoczonych i w Unii Europejskiej w leczeniu zakażeń HIV w 2007 roku. Lek był testowany w dwóch badaniach klinicznych (BENCHMRK 1 i BENCHMRK 2), których wyniki wykazały, że Raltegrawir stosowany w skojarzonej terapii antyretrowirusowej powoduje obniżenie stężenia wirusów w surowicy krwi do oczekiwanego poziomu 400 kopii RNA HIV/ml u 78% chorych, co uzyskano tylko u 42% pacjentów otrzymujących placebo razem z innymi lekami antyretrowirusowymi.
Najczęstsze działania niepożądane leku to:
- bóle i zawroty głowy, problemy ze snem, uczucie przygnębienia, zmęczenia
- objawy ze strony układu pokarmowego, m.in. ból brzucha, zaburzenia oddawania stolca, nudności i wymioty, zmniejszony apetyt
- świąd skóry, wysypka
- zaburzenia w wynikach badań, m.in. prób wątrobowych i morfologii krwi.